# Klingande (musikgrupp)
Klingande är en fransk tropical house discjockey. Klingande bildades under 2012 av Cédric Steinmyller och Edgar Catry. De var en duo tills 2014 när Edgar Catry lämnade. De slog igenom med låten "Jubel". Namnet på bandet, liksom några av deras låtar, är på svenska på grund av Cédrics beundran av språket. Enligt honom låter svenska som att det sjungs när det talas. Han beskriver sin musik som melodisk house.